# Губка Боб Квадратные Штаны (4 сезон)
Четвёртый сезон «Губка Боб Квадратные Штаны» транслировался с 6 мая 2005 по 24 июля 2007. Он состоит из 20 эпизодов. В России сезон транслировался с 5 июня 2006 года по 14 июня 2008 года на канале Nickelodeon.

## Производство
В 2002 году после завершения производства третьего сезона Хилленберг и сотрудники мультсериала решили приостановить работу над проектом, чтобы сосредоточиться над фильмом «Губка Боб Квадратные Штаны». Во время «перерыва» «Nickelodeon» расширил программу для третьего сезона, чтобы покрыть задержку, однако, по словам ныне бывшего исполнительного директора «Nickelodeon» Эрика Коулмэна, «безусловно были задержка и накопившийся спрос». «Nickelodeon» объявил, что будет показано девять «пока ещё не вышедших в эфир» полных эпизодов.
Как только фильм был закончен, Хилленберг хотел завершить мультсериал, так как не хотел, чтобы он «прыгал через акулу», но желание Nickelodeon выпускать больше серий препятствовало этому. Поначалу Хилленберг даже сомневался, что канал продолжит мультсериал без него, считая, что «руководителям Nickelodeon очень важен его вклад». В итоге, Стивен ушёл с поста шоураннера сериала и назначил на эту должность Пола Тиббита, который ранее был сценаристом и художником раскадровки. Хилленберг считал Тиббита одним из своих любимых членов съёмочной группы шоу и «полностью доверял ему». Хилленберг перестал каждый день быть в студии, но он по-прежнему имел должность исполнительного продюсера, а также просматривал каждый эпизод и вносил свои предложения. В начале 2005 года Том Кенни, Билл Фагербакки и остальная команда подтвердили, что они завершили четыре новых эпизода для нового сезона.
6 мая 2005 года состоялась премьера сезона с сериями «Ужас крабсбургера» и «Панцирь для мужчины».
Раскадровка делалась на студии «Nickelodeon Animation Studio» (Бербанк, штат Калифорния), а анимация — за границей, в студии «Rough Draft Studios» в Южной Корее. Раскадровку четвёртого сезона делали: К. Х. Гринблатт, Майк Белл, Аарон Спрингер, Винсент Уоллер, Эрик Визе, Зеус Цервас, Кейси Александр, Крис Митчелл, Люк Брукшир, Том Кинг, Нэйт Кэш и Так Такер. Над анимацией работали: Алан Смарт, Том Ясуми, Эндрю Овертум и Ларри Леичлитер.
Главными сценаристами четвёртого сезона были Тим Хилл и Стивен Бэнкс. Над сценариями также работали Пол Тиббит и Дэни Михаэли, в частности: К. Х. Гринблатт, Майк Белл, Аарон Спрингер, Винсент Уоллер, Эрик Визе, Зеус Цервас, Кейси Александр, Крис Митчелл, Люк Брукшир, Том Кинг, Нэйт Кэш, Так Такер, Майк Митчелл и Кайл Маккалох.

## Серии
| № общий | № в сезоне | Название                                                                                  | Художник               | Автор сценария                                 | Дата премьеры в США | Дата премьеры в России | Произв. код |
| --- | ---------- | ----------------------------------------------------------------------------------------- | ---------------------- | ---------------------------------------------- | ------------------- | ---------------------- | ----------- |
| 61a | 1a         | «Ужас крабсбургера» «Fear of a Krabby Patty»                                              | Алан Смарт             | К. Х. Гринблатт и Пол Тиббит                   | 6 мая 2005          | 5 июня 2006            | 5574-401    |
| После хитрости Планктона, «Красти Краб» перешёл на круглосуточную работу и так 47 дней подряд. На 48 день, Губка Боб после непрерывной работы начинает бояться крабсбургеров. Планктон притворяется психологом и предлагает помочь Губке Бобу справиться со своим страхом. |            |                                                                                           |                        |                                                |                     |                        |             |
| 61b | 1b         | «Панцирь для мужчины» «Shell of a Man»                                                    | Том Ясуми              | Майк Белл и Пол Тиббит                         | 6 мая 2005          | 5 июня 2006            | 5574-402    |
| Мистер Крабс собирается на встречу моряков, но как раз перед встречей он линяет. Чтобы не выглядеть перед друзьями неловко, он надевает на Губку Боба свой старый панцирь и отправляет его вместо себя на встречу. Но когда обман раскрывается, оказывается Мистер Крабс не один такой. |            |                                                                                           |                        |                                                |                     |                        |             |
| 62a | 2a         | «Потерянный матрас» «The Lost Mattress»                                                   | Алан Смарт             | Майк Белл и Тим Хилл                           | 13 мая 2005         | 6 июня 2006            | 5574-406    |
| Мистер Крабс опоздал на работу из-за больной спины, а спина у него болит из-за старого матраса. Тогда Губка Боб и Патрик решили купить мистеру Крабсу новый матрас. Губка Боб, Патрик и Сквидвард поменяли старый матрас на новый, однако появилась другая проблема. Сквидвард отнёс старый матрас на свалку, а в нём находились деньги мистера Крабса. Узнав об этом, Крабс впадает в кому и единственный способ спасти его — вернуть матрас.                           |            |                                                                                           |                        |                                                |                     |                        |             |
| 62b | 2b         | «Крабс против Планктона» «Krabs vs. Plankton»                                             | Том Ясуми              | Тим Хилл, Майк Митчелл и Винсент Уоллер        | 13 мая 2005         | 6 июня 2006            | 5574-403    |
| Планктон приходит в «Красти Крабс», пытаясь украсть секретную формулу, но он поскальзывается на мокром полу и начинает угрожать Крабсу судом. Крабс начинает поиски адвоката. Придя в кафе, адвокат заявляет что помочь выиграть дело может только крабсбургер. Однако адвокат в последний день получает травму, и теперь Губка Боб должен доказать что Планктон, придя в «Красти Краб», пытался украсть секретную формулу, а мистер Крабс абсолютно ни в чём невиновен. |            |                                                                                           |                        |                                                |                     |                        |             |
| 63 | 3          | «Вы не видели мою улитку?» «Have You Seen This Snail?»                                    | Алан Смарт и Том Ясуми | Аарон Спрингер и Пол Тиббит                    | 11 ноября 2005      | 7 июня 2006            | 5574-404    |
| После того как Губка Боб уделяет меньше времени своей улитке, Гэри уходит от него. Обнаружив пропажу, Губка Боб и Патрик отправляются на поиски любимой улитки, но первой Гэри находит милая бабушка, закармливающая своих питомцев до смерти. |            |                                                                                           |                        |                                                |                     |                        |             |
| 64a | 4a         | «Ловкий кран» «Skill Crane»                                                               | Алан Смарт             | Кайл Маккалох, Аарон Спрингер и Винсент Уоллер | 20 мая 2005         | 8 июня 2006            | 5574-407    |
| Мистер Крабс покупает аркадную игру «Ловкий кран», и у Губки Боба прекрасно получается в неё играть. Завидующий Сквидвард пытается и пытается, но проиграл на ней все свои деньги. |            |                                                                                           |                        |                                                |                     |                        |             |
| 64b | 4b         | «Хорошие соседи» «Good Neighbors»                                                         | Том Ясуми              | Майк Белл                                      | 20 мая 2005         | 8 июня 2006            | 5574-408    |
| Губка Боб с Патриком создают клуб хороших соседей и назначают Сквидварда президентом. Желая от них избавиться, Сквид стал отдавать им заведомо невыполнимые приказы. И в результате, отдых начал срываться на корню. |            |                                                                                           |                        |                                                |                     |                        |             |
| 65a | 5a         | «Всё на продажу» «Selling Out»                                                            | Алан Смарт             | Зеус Цервас, Эрик Визе и Тим Хилл              | 23 сентября 2005    | 9 июня 2006            | 5574-409    |
| Мистер Крабс продаёт Красти Краб, и уходит на пенсию. Когда новые владельцы вступают в должность, они переделывают Красти Краб в «Понедельничный Крабби», ресторан спортивной тематики. Мистеру Крабсу надоедает безделье на пенсии и устраивается работать в «Понедельничном Крабби» мойщиком посуды. |            |                                                                                           |                        |                                                |                     |                        |             |
| 65b | 5b         | «Смешливые штаны» «Funny Pants»                                                           | Том Ясуми              | Люк Брукшир, Том Кинг и Стивен Бэнкс           | 30 сентября 2005    | 9 июня 2006            | 5574-410    |
| У Сквидварда начинается ужасная мигрень от непрерывного смеха Губки Боба, и он говорит Губке Бобу, что если он не остановится, то у него лопнет пузырь смеха и он никогда больше не сможет смеяться. |            |                                                                                           |                        |                                                |                     |                        |             |
| 66 | 6          | «Недотёпы и драконы» «Dunces and Dragons»                                                 | Алан Смарт и Том Ясуми | Зеус Цервас, Эрик Визе и Тим Хилл              | 20 февраля 2006     | 12 июня 2006           | 5574-412    |
| После несчастного случая на рыцарском поединке Губка Боб и Патрик попадают в прошлое, чтобы вернуть мир королевству, подвергнувшемуся страшной опасности. |            |                                                                                           |                        |                                                |                     |                        |             |
| 67a | 7a         | «Породниться с врагом» «Enemy In-Law»                                                     | Эндрю Овертум          | Том Кинг, Люк Брукшир и Тим Хилл               | 14 октября 2005     | 13 июня 2006           | 5574-414    |
| Планктон влюбляется в маму мистера Крабса, пытается показать ей это, но безуспешно. Он назначает ей свидание, но мистер Крабс думает, что это очередная попытка украсть секретную формулу крабсбургера, так как его члены семьи знают рецепт. |            |                                                                                           |                        |                                                |                     |                        |             |
| 67b | 7b         | «Морской Супермен и Малыш-Ковбой 6» «Mermaid Man and Barnacle Boy VI: The Motion Picture» | Эндрю Овертум          | Кейси Александр, Крис Митчелл и Пол Тиббит     | 7 октября 2005      | 13 июня 2006           | 5574-411    |
| Местная киностудия начинает снимать фильм о Морском Супермене и Очкарике. Губка Боб и Патрик думают, что это неправильно, потому что они используют актёров, и тогда друзья решают снять свой фильм. |            |                                                                                           |                        |                                                |                     |                        |             |
| 68a | 8a         | «Патрик умные штаны» «Patrick SmartPants»                                                 | Том Ясуми              | Кейси Александр, Крис Митчелл и Тим Хилл       | 21 октября 2005     | 14 июня 2006           | 5574-415    |
| Результат падения с обрыва придаёт возрастание интеллекта Патрика. Теперь его не интересуют глупые игры и развлечения, ему бы теперь позаниматься статистикой, обсудить феномены, рассмотреть гипотезы возникновения феноменов. |            |                                                                                           |                        |                                                |                     |                        |             |
| 68b | 8b         | «СквидБоб ТентаклПэнтс» «SquidBob TentaclePants»                                          | Алан Смарт             | Зеус Цервас, Эрик Визе и Стивен Бэнкс          | 4 ноября 2005       | 14 июня 2006           | 5574-416    |
| Губка Боб и Сквидвард сливаются в одну жизнь после входа в новое изобретение Сэнди. Теперь они не могут ничего делать раздельно. |            |                                                                                           |                        |                                                |                     |                        |             |
| 69a | 9a         | «Красти взмывает ввысь» «Krusty Towers»                                                   | Эндрю Овертум          | Люк Брукшир, Том Кинг и Стивен Бэнкс           | 1 апреля 2006       | 15 июня 2006           | 5574-417    |
| Губка Боб и Сквидвард идут на работу и обнаруживают, что на месте «Красти Краб» появилась гостиница — «Красти Тауэрс». Основной девиз гостиницы — никогда не отказываем посетителям в любой их просьбе. |            |                                                                                           |                        |                                                |                     |                        |             |
| 69b | 9b         | «Миссис Пафф, вы уволены» «Mrs. Puff, You’re Fired»                                       | Том Ясуми              | Кейси Александр, Крис Митчелл и Тим Хилл       | 1 апреля 2006       | 15 июня 2006           | 5574-418    |
| Миссис Пафф увольняют, потому что Губка Боб в очередной раз провалил экзамен на водительские права. Приходит новый, очень строгий и требовательный учитель. |            |                                                                                           |                        |                                                |                     |                        |             |
| 70a | 10a        | «Эй, шимпанзе» «Chimps Ahoy»                                                              | Эндрю Овертум          | Люк Брукшир, Том Кинг и Стивен Бэнкс           | 5 мая 2006          | 16 июня 2006           | 5574-426    |
| Боссы Сэнди, три умные шимпанзе, хотят вернуть её в Техас, если она не изобретёт что-нибудь полезное. Не желая её отъезда, Губка Боб и Патрик помогают ей. |            |                                                                                           |                        |                                                |                     |                        |             |
| 70b | 10b        | «Гость призрак» «Ghost Host»                                                              | Алан Смарт             | Зеус Цервас, Эрик Визе и Тим Хилл              | 5 мая 2006          | 16 июня 2006           | 5574-419    |
| Корабль Летучего Голландца ломается, и он остаётся жить у Губки Боба. Но заодно теряет уверенность в себе. |            |                                                                                           |                        |                                                |                     |                        |             |
| 71a | 11a        | «День рождения дочурки» «Whale of a Birthday»                                             | Том Ясуми              | Люк Брукшир, Том Кинг и Пол Тиббит             | 12 мая 2006         | 27 ноября 2006         | 5574-423    |
| Перл хочет, чтобы её день рождения прошёл превосходно, но мистер Крабс слишком скуп, чтобы успешно провести вечеринку, что очень расстраивает его дочь. Ведь после прошлых экономных праздников над Перл смеются все одноклассники. Тогда, Крабс посылает Губку Боба в торговый центр, чтобы купить подарки для Перл с кредитной картой. |            |                                                                                           |                        |                                                |                     |                        |             |
| 71b | 11b        | «Остров карате» «Karate Island»                                                           | Том Ясуми              | Кейси Александр, Крис Митчелл и Стивен Бэнкс   | 12 мая 2006         | 27 ноября 2006         | 5574-421    |
| Губка Боб получает приглашение на Остров Карате, чтобы стать «Королём Карате». Сэнди решает ехать на остров с ним. |            |                                                                                           |                        |                                                |                     |                        |             |
| 72a | 12a        | «Не всё то золото» «All That Glitters»                                                    | Эндрю Овертум          | Эрик Визе, Зеус Цервас и Стивен Бэнкс          | 2 июня 2006         | 28 ноября 2006         | 5574-422    |
| Губка Боб делает монстр-крабсбургер, который никто не заказывал очень долгое время. Но его лопатка по имени Спэт ломается, что очень сильно расстраивает его. |            |                                                                                           |                        |                                                |                     |                        |             |
| 72b | 12b        | «Колодец желаний» «Wishing You Well»                                                      | Эндрю Овертум          | Люк Брукшир, Том Кинг и Стивен Бэнкс           | 2 июня 2006         | 28 ноября 2006         | 5574-420    |
| Мистер Крабс решает установить около «Красти Крабс» колодец желаний и просит Губку Боба залезть туда, чтобы собирать деньги. В колодец падает и Патрик. Они вместе решают найти волшебство. |            |                                                                                           |                        |                                                |                     |                        |             |
| 73a | 13a        | «С чистого листа» «New Leaf»                                                              | Алан Смарт             | Зеус Цервас, Эрик Визе и Стивен Бэнкс          | 22 сентября 2006    | 29 ноября 2006         | 5574-425    |
| Планктон решает покончить с ресторанным бизнесом и переделал «Помойное ведро» в магазин игрушек. Мистер Крабс думает что Планктон что-то задумал. |            |                                                                                           |                        |                                                |                     |                        |             |
| 73b | 13b        | «Однажды укушен» «Once Bitten»                                                            | Алан Смарт             | Кейси Александр, Крис Митчелл и Стивен Бэнкс   | 29 сентября 2006    | 29 ноября 2006         | 5574-424    |
| Гэри кусает Сквидварда, и Патрик говорит, что он болен бредом кусачей улитки — болезнью, когда каждый укушенный больной улиткой превращается в зомби. Гэри ползает по городу и кусает многих горожан, начинается паника. |            |                                                                                           |                        |                                                |                     |                        |             |
| 74a | 14a        | «Трудный отпуск» «Bummer Vacation»                                                        | Том Ясуми              | Кейси Александр, Крис Митчелл и Дэни Михаэли   | 13 октября 2006     | 30 ноября 2006         | 5574-427    |
| Мистер Крабс говорит, что Губке Бобу нужен отпуск, в противном случае ему грозит крупный штраф. Но Губка Боб не может уйти из «Красти Краб», и мистер Крабс выгоняет его. На место Губки Боба взяли Патрика. Оставшись без работы, Губка Боб скучает по работе и решает, во что бы то ни стало вернуть своё рабочее место. |            |                                                                                           |                        |                                                |                     |                        |             |
| 74b | 14b        | «Мода на парик» «Wigstruck»                                                               | Алан Смарт             | Люк Брукшир, Том Кинг и Дэни Михаэли           | 17 ноября 2006      | 30 ноября 2006         | 5574-428    |
| Губка Боб прогуливается по улице, и странный парик ударяет его в голову. Все смеются над париком, но вскоре он начинает всем мешать. |            |                                                                                           |                        |                                                |                     |                        |             |
| 75a | 15a        | «Сквидивительный вояж» «Squidtastic Voyage»                                               | Том Ясуми              | Люк Брукшир, Том Кинг и Дэни Михаэли           | 6 октября 2006      | 11 декабря 2006        | 5574-431    |
| Губка Боб и Патрик надоедают Сквидварду, в то время как он играет на кларнете, и мундштук кларнета попадает ему в горло. Губка Боб и Патрик попадают в тело Сквидварда с помощью уменьшенной подводной лодки Сэнди, чтобы вытащить мундштук и помочь Сквидварду. |            |                                                                                           |                        |                                                |                     |                        |             |
| 75b | 15b        | «Милашка» «That's No Lady»                                                                | Эндрю Овертум          | Кейси Александр, Крис Митчелл и Стивен Бэнкс   | 25 ноября 2006      | 11 декабря 2006        | 5574-430    |
| Патрик уверен, что его хотят прогнать из города, и Губка Боб маскирует его девочкой по имени Патриция. Многие жители считают Патрика «симпатичной», а мистер Крабс и Сквидвард пытаются назначить «ей» свидание. |            |                                                                                           |                        |                                                |                     |                        |             |
| 76a | 16a        | «Нечто» «The Thing»                                                                       | Эндрю Овертум          | Зеус Цервас, Эрик Визе и Стивен Бэнкс          | 15 января 2007      | 25 марта 2007          | 5574-429    |
| Сквидвард едет на велосипеде и случайно застывает в цементе. Губка Боб и Патрик находят его и берут на содержание и воспитание. Сквидвард сбегает из дома Губки Боба, но полиция ловит его и привозит в зоопарк. |            |                                                                                           |                        |                                                |                     |                        |             |
| 76b | 16b        | «Фокус-покус» «Hocus Pocus»                                                               | Алан Смарт             | Кейси Александр, Крис Митчелл и Стивен Бэнкс   | 15 января 2007      | 25 марта 2007          | 5574-432    |
| Губка Боб покупает магический набор и начинает показывать фокусы. Вдруг он замечает, что превратил Сквидварда в мороженое и не может вернуть его обратно. |            |                                                                                           |                        |                                                |                     |                        |             |
| 77a | 17a        | «Довозить до слёз» «Driven to Tears»                                                      | Эндрю Овертум          | Люк Брукшир, Том Кинг и Стивен Бэнкс           | 19 февраля 2007     | 12 декабря 2006        | 5574-434    |
| Патрик успешно проходит тест на вождение и выигрывает новый лодкомобиль, и Губка Боб начинает завидовать ему. |            |                                                                                           |                        |                                                |                     |                        |             |
| 77b | 17b        | «Власть глупцов» «Rule of Dumb»                                                           | Том Ясуми              | Зеус Цервас, Эрик Визе и Дэни Михаэли          | 19 февраля 2007     | 12 декабря 2006        | 5574-433    |
| К Патрику пришёл королевский министр, и он говорит, что Патрик — король Бикини Боттом. Патрик, став королём, начал вести себя невежественно по отношению ко всем. |            |                                                                                           |                        |                                                |                     |                        |             |
| 78a | 18a        | «Байкеры» «Born to Be Wild»                                                               | Том Ясуми              | Люк Брукшир, Том Кинг и Стивен Бэнкс           | 31 марта 2007       | 14 декабря 2006        | 5574-437    |
| Губка Боб подозревает, что банда байкеров «Дикари» угрожает спокойствию в Бикини Боттом. Губка Боб и Патрик решили выступить на защиту города и переоделись крутыми байкерами, чтобы отпугнуть Дикарей. |            |                                                                                           |                        |                                                |                     |                        |             |
| 78b | 18b        | «Заклятые друзья» «Best Frenemies»                                                        | Алан Смарт             | Зеус Цервас, Эрик Визе и Дэни Михаэли          | 31 марта 2007       | 14 декабря 2006        | 5574-436    |
| Мистер Крабс и Планктон откладывают свои разногласия, чтобы раскрыть секрет нового популярного напитка из водорослей «Хлюпик». |            |                                                                                           |                        |                                                |                     |                        |             |
| 79a | 19a        | «Розовый воришка» «The Pink Purloiner»                                                    | Том Ясуми              | Люк Брукшир, Том Кинг и Стивен Бэнкс           | 19 февраля 2007     | 13 декабря 2006        | 5574-440    |
| В Бикини-Боттом началась миграция медуз и на первый день миграции, Губка Боб воспользовался «Старым приятелем» — сачком. На второй день Губка Боб вновь хотел половить медуз, но не может найти свой сачок. Он идёт к Патрику и начинает подозревать, что Патрик украл его. |            |                                                                                           |                        |                                                |                     |                        |             |
| 79b | 19b        | «Сквидди-пупс» «Squid Wood»                                                               | Эндрю Овертум          | Кейси Александр, Крис Митчелл и Дэни Михаэли   | 24 июля 2007        | 13 декабря 2006        | 5574-438    |
| Сквидвард отказывается играть с Губкой Бобом, и тогда Губка Боб делает маленькую куклу Сквидварда. |            |                                                                                           |                        |                                                |                     |                        |             |
| 80a | 20a        | «Самый лучший день» «Best Day Ever»                                                       | Ларри Леичлитер        | Нэйт Кэш, Так Такер и Стивен Бэнкс             | 10 ноября 2006      | 14 июня 2008           | 151-507     |
| У Губки Боба наступил «Самый лучший день». Но всё идёт не так, как он хотел. |            |                                                                                           |                        |                                                |                     |                        |             |
| 80b | 20b        | «Подарок друга» «The Gift of Gum»                                                         | Алан Смарт             | Зеус Цервас, Эрик Визе и Дэни Михаэли          | 19 февраля 2007     | 14 июня 2008           | 5574-439    |
| Патрик дарит Губке Бобу большой ком грязной жвачки в День лучшего друга. Губке Бобу не нравится такой подарок, но не знает как от него избавиться чтобы Патрик не заметил этого. |            |                                                                                           |                        |                                                |                     |                        |             |